# Rohonczy család

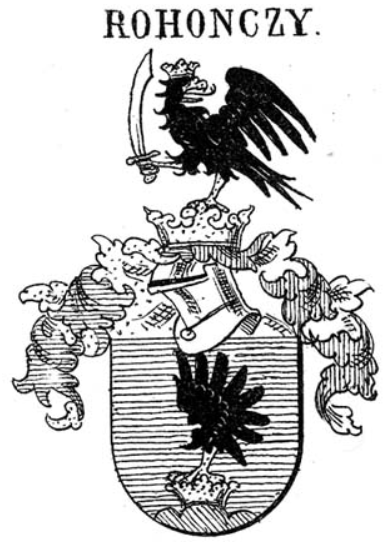
A felsőpulyai Rohonczy család címere (a Siebmacher-féle könyvből)

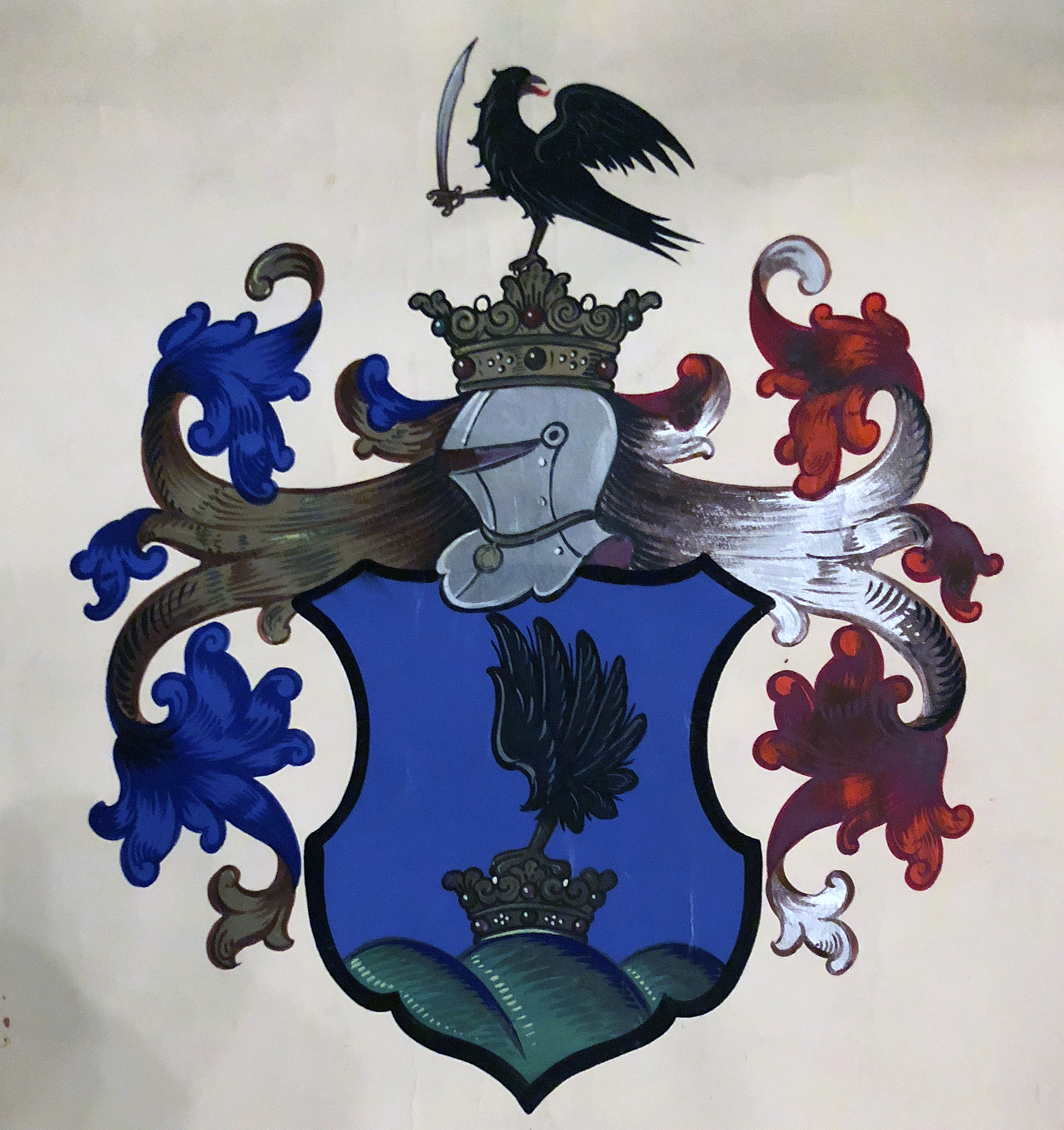
Dr. Rohonczy Elemér (1902–1936) ravatali címere

A felsőpulyai nemes és báró Rohonczy család egy 17. században nemesített magyar család.

## Története
A Sopron vármegye területéről származó család tagjai közül először Rohonczy Istvánt említik 1640-ben, aki ekkor esztergomi kanonok volt, 1651-ben pozsonyi prépost lett, de a következő évben már meg is halt.
Nemesi címerlevelet Ferenc kapott 1675. április 3-án I. Lipóttól. Később, az 1754-55-ös nemesi összeírás idején Sopron vármegyében Rohonczy Mihály, míg Veszprémben idősebb Rohonczy Pál János, veszprém vármegyei főadószedő volt, vármegyei esküdt, tótvázsonyi, bándi földbirtokos, és Könyves Mária fia, Rohonczy Pál táblabíró, igazolták nemességüket. Rohonczy Pál hosszú ideig a veszprémi püspökség prefektusaként tevékenykedett, Ennek a Rohonczy Pálnak és hitvesének sárosfai Bittó Angelikának a fiai Rohonczy József (1795–?), és Rohonczy István (1801–1875) voltak. Idősebb Rohonczy Pál és Könyves Mária frigyéből származott Rohonczy György (1741–?), Veszprém megyei főszolgabíró, földbirtokos, aki vizeki Tallián Teréziát, Tallián János, és szentgyörgyi Horváth Terézia lányát vette feleségül.
Rohonczy György (1741–?), táblabíró, főszolgabíró, földbirtokos, és vizeki Tallián Terézia fia, Rohonczy János (1775–1842) vármegyéjét képviselte a törvényhozásban 1833 körül, később Veszprém vármegye alispánja is lett, majd udvari tanácsossá lépett elő. Rohonczy János udvari tanácsos feleségül vette alsószomolanyi Nagy Erzsébet (1782–1812) kisasszonyt, akinek a szülei alsószomolanyi Nagy Ignác és tordacsi és kálóczi Sajlovics Erzsébet voltak. Rohonczy János és Nagy Erzsébet frigyéből két fiú és egy leánygyermeke érte meg a felnőttkort: Rohonczy Mária (1800-1864) és Rohonczy Ignác (1802–1880), és Rohonczy Lipót (1804–1861)
Rohonczy Ignác (1802–1867), Sopron vármegyében viselt hasonló hivatalokat, mint a felmenői. Ignác öccse, Rohonczy Lipót (1807–1861) a honvédségnél szolgált, egészen az ezredesi rangig jutott. Az osztrák hadseregben a 7. chevauxleger ezrednél viselt századosi rangjáról lemondván, 1847-ben Torontál vármegyébe, Törökbecsére költözött. Nemességét 1845. szeptember 13-án hirdettette ki, Veszprém vármegye bizonyítványa alapján. A szabadságharc kitörésekor ő is kardot kötött, és 1848. október 13-án Törökbecsénél átkelvén a Tiszán, Csúrognál a szerbeket szétverte. Később a 16. számú huszárezrednek lett a szervezője s parancsnoka. Az aradi törvényszék, 1849. november 16-án, kötél általi halálra ítélte, melyet Haynau 16 évi várfogságra változtatott, de már 1851-ben kegyelmet nyert. Rohonczy Lipót feleségül vette a nemesi származású törökbecsei Sissányi Klára kisasszonyt, akinek a szülei Sissányi János Pál, földbirtokos és Papapoliso Klára voltak. A menyasszony apai nagyszülei Hadsimihal-Sissani Pál, görög származású kereskedő, és Constantin Ágnes voltak; nagyapját eredetileg Hadsimihal Pálnak hívták és 1798 október 12-én nyert címeres nemeslevelet II. József magyar királytól, 1799. január 4-én az "újbecsei" nemesi előnevet, vezetéknevét véglegesen "Sissányi"-ra változtatta.
Rohonczy Lipót felesége, törökbecsei Sissányi Klára révén törökbecsei birtokosok is lettek a Rohonczyak, így a családi sírbolt is ott kapott helyet. Rohonczy Lipót és Sissányi Klára egyik fia Rohonczy Gedeon (1852–1929) „a szép Gida”, tanulmányai befejeztével törökbecsei birtokán gazdálkodott, 1878-ban képviselőnek választották meg. Az 1879-es szegedi árvíz alkalmával helyettes kormánybiztos volt, és tevékeny részt vett a mentési munkálatokban, amiért legfelsőbb elismerésben részesült. A képviselőháznak 1901-ig szakadatlanul tagja volt. A békeévek politikai és társadalmi életének egyik legismertebb alakja volt. Rohonczy Lipót és Sissányi Klára egy másik gyermeke, Rohonczy Aladár (1845–1902) huszár főhadnagy, földbirtokos, aki házasságot kötött bajsai Vojnits Etelkával (1852–1880). Vojnits Etelka szülei bajsai Vojnits Alajos (1797–1856), földbirtokos és bajsai Vojnits Etelka (1823–1902) asszony voltak.
Rohonczy Aladár és Vojnits Etelka házasságából származott Rohonczy Elemér Zsigmond Mária Aladár (*1874) hajóskapitány, földbirtokos, akinek a neje, Torossy Katalin (1871–1927) volt. Rohonczy Elemérné Torossy Katalin egy pesti gyarmatárú kereskedő családból származott; apja Torossy Ede, kereskedő, aki később magánhivatalnokként dolgozott az Athenaeumnál, anyja Krengel Szidónia volt. Rohonczy Elemér és Torossy Katalin fia ifjabb dr. Rohonczy Elemér (1902–1936), aki jogi doktorátusa megszerzése után a Magyar Touring Club elnökének, nagybudafai Vermes Gyulának személyi titkára lett. Egy alkalommal a klubban römi kártyajáték közben oly mértékben mellé állt a szerencse, hogy báró Herzog Andrástól három hét alatt összesen 30 ezer pengőt nyert. Ezzel valóra válthatta régi álmát, és világutazásnak indult. A tragikus sorsú, 36 éves férfi a Popocatepetl mexikói vulkán feletti átrepülés közben lezuhant, és a személyzettel, valamint utastársával, Adolf Schaumburg-Lippe herceggel és annak feleségével együtt a helyszínen életét vesztette. A mexikói 'M-SCAN' és később 'XA-BCO' jelzésű Ford TriMotor gépen összesen 14 ember tartózkodott; a szerencsétlenség pontos helyszínének neve 'Cerro Venacho', kb. 10 km-re a vulkántól.

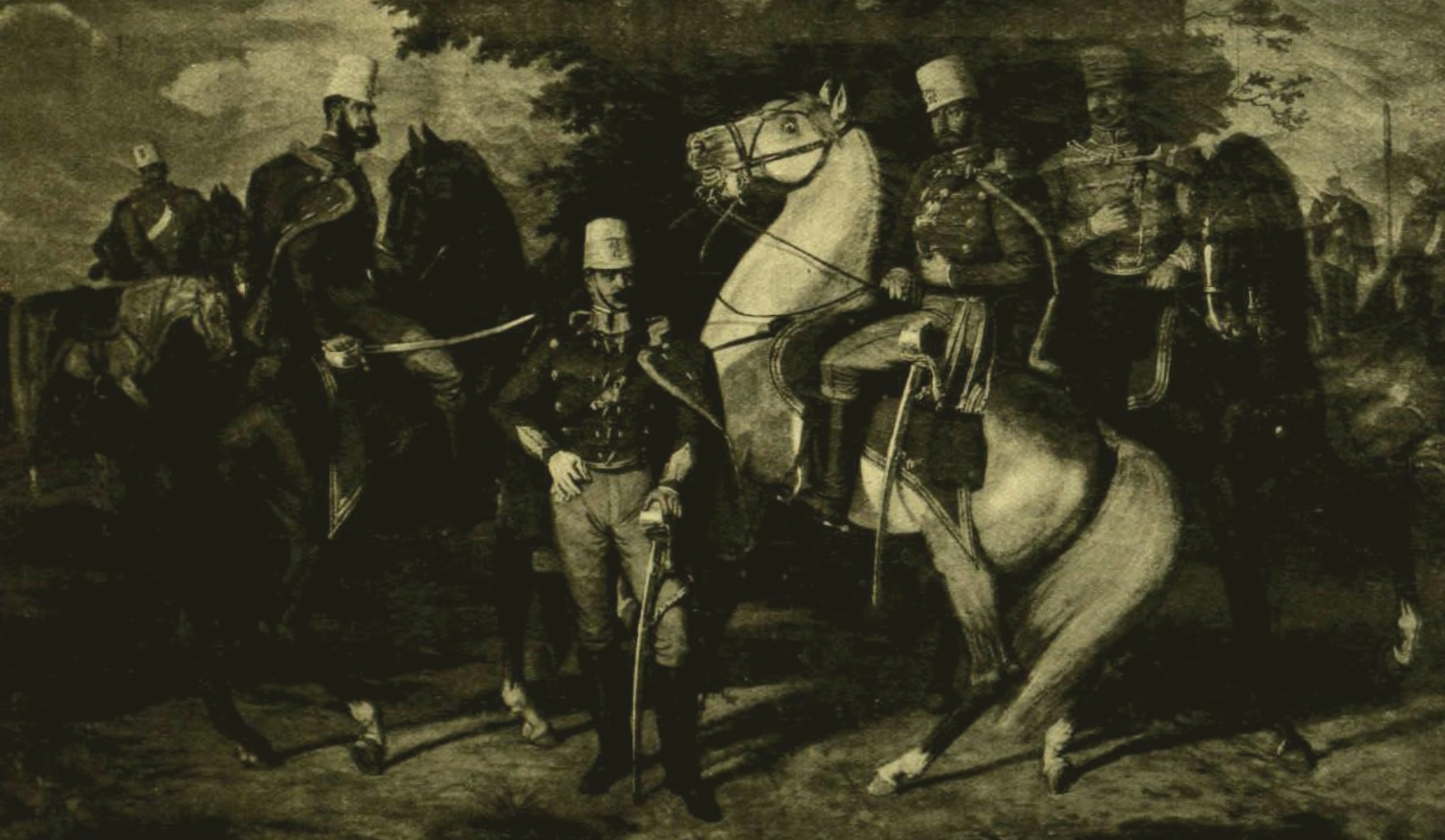
Az 1849-es Károlyi-huszárezred tisztjei – Lotz Károly festménye a fóti kastélyban. Középen Rohonczy Lipót ezredes és ezredparancsnok

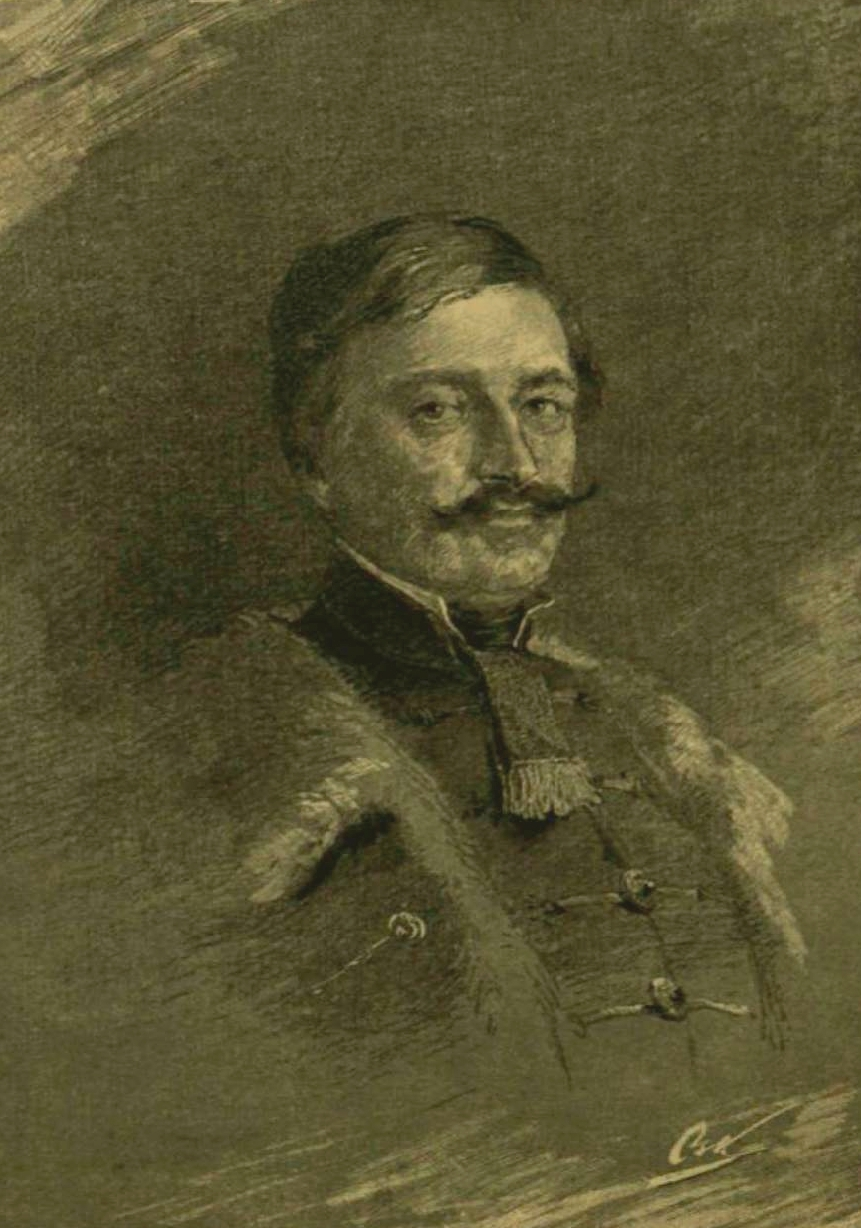
Rohonczy Lipót huszárezredes

A család veszprémi ágából származó Rohonczy József, már említett unokatestvéréhez, Rohonczy Jánoshoz hasonlóan veszprémi alispán volt. Egyetlen ismert fiúgyermeke, Rohonczy György (1837–1914), a katonai pályán tevékenykedett, ahol az altábornagyi rangig jutott el, e minőségében 1903. március 14-én még bárói címet is kapott Ferenc Józseftől. György hosszú ideig volt beosztva Ferenc József katonai irodájába mint a király szárnysegéde. Éveken át volt budapesti városparancsnok. Egyik fia, Imre huszárszázados, IV. Károly magyar király szárnysegéde, később huszár főhadnagy, nagybányai Horthy István kormányzóhelyettes szárnysegéde, parancsőrtisztje volt. A család tulajdonában volt a felsőpulyai és a törökbecsei Rohonczy-kastélyokon kívül az inkei volt báró mezőszegedi Szegedy-Ensch-kastély, amely ma általános iskola. A család veszprémi (bárói) ága Amerikában ma is virágzik.

## Címere
„Kékben hármas zöldhalom koronás középsőjéből kiemelkedő szárnyas sasláb. Sisakdísz: koronás fekete sas, fejét hátrafordítva, felemelt jobblábával aranymarkolatú görbe kardot tartva. Takarók: kékarany-veresezüst.”

## Érdekesség
A korabeli forrásokban 1396. július 22-i dátummal asszonyfalvi Ostffy Anna, János lánya mint Rohonczy András felesége szerepel (aki Henrik de Rohoncz de Gener Héder fia). Ugyanez az András 1400-ban még egyszer előtünik. Mivel az asszonyfalvi Ostffy és a felsőpulyai Rohonczy család címerábrája azonos, feltételezhető, hogy András a felesége családjától vette át azt, és hogy így valójában a felsőpulyai Rohonczy család eredete erre az időkre is visszanyúlik, bár ez családfával nem igazolt.